# Décès en mai 1955
Décès
- 1951
- 1952
- 1953
- 1954
- 1955
- 1956
- 1957
- 1958
- 1959

Pour une information complémentaire, voir la page d'aide.

| Date   | Nom                    | Pays                 | Activités            | Âge | Source |
| ------ | ---------------------- | -------------------- | -------------------- | --- | ------ |
| 10 mai | Lucie Paul-Margueritte | Drapeau de la France | Écrivaine française. | 69  |        |
| 19 mai | Concha Espina          | Drapeau de l'Espagne | Écrivaine espagnole  | 86  |        |